# Santuario della Beata Vergine del Buon Consiglio
Il santuario della Beata Vergine del Buon Consiglio, conosciuto anche come santuario della Madonna dei Campi, è un luogo di culto cattolico di Villa di Serio in provincia e diocesi di Bergamo.
L'edificio è posto a fianco dell'antico santuario mariano risalente al XIII secolo. L'aula conserva due importanti tele di Enea Salmeggia: Sacra Famiglia e Santi Francesco e Chiara.

## Storia

### Santuario di Santa Maria dei Campi
Sul territorio di Villa di Serio vi era forse già nel primo millennio la presenza di un piccolo edificio di culto dedicato a Maria, come indicherebbe lo storico Tacchi: 
(Notizie storiche delle apparizioni e delle immagini più celebri di Maria Santissima con aggiunte del prof. Carlo Tacchi)
Il primo documento che indica la presenza di un santuario mariano risale al 1260, e indicato inserito nelle proprietà di Giovanni Bejeme du Rugerio: 
(archivio del notaio Marchetto de Cazaniga)
L'edificio fu nuovamente citato nel 1331 in un atto del notaio Bertulino Bolpelli che nel suo elenco di 97 appezzamenti di terreno per ben quattro volte cita l'edificio di culto dedicato alla Vergine.
Seguirono anni storicamente molto tormentati per il territorio di Villa di Serio a causa dei conflitti tra le fazioni guelfe e ghibelline che lo distrussero più volte: il 4 novembre 1378 la parte ghibellina diede alle fiamme parte della località uccidendo sessanta persone compresi donne e bambini, seguì un'ordinanza pubblica del 27 gennaio 1398 che dichiarava il comune come luogo dove era «proibito, andare fermarsi, e abitare pena la vita» a causa delle stragi che si susseguirono dal 1393 al 1403, e nel giugno del 1439 con le bande di Luigi di Sanseverino che si unirono ai ghibellini di Trescore distruggendo parte del paese.
Con la dominazione veneziana il territorio ebbe un importante risveglio economico, tanto che tutta la cittadina, che precedentemente era stata distrutta, fu oggetto di ricostruzione. Di questo periodo sono la costruzione anche di due edifici di culto, perché gli esistenti non rispondevano più alle necessità dei fedeli. Vi è documentata la presenza della confraternita di Santa Maria che fu probabilmente quella che promosse la costruzione di un nuovo santuario mariano, forse inserendo nel nuovo edificio quello più antico, ma di questo non vi è nessuna conferma.

La costruzione del nuovo santuario è documentata nel lascito testamentario del 14 luglio 1489 di Giacomo Galagni De' Marchesi che disponeva di due legati, uno per la costruzione della torre campanaria per la chiesa parrocchiale, e uno per l'edificazione di nuova chiesa da dedicare alla Madonna de Campis, nome che resterà fino alla fine dell'Ottocento: 
(Casimiro Corna, pagina 26)
Nel santuario erano presenti le scuole di Santa Maria, di San Rocco e di San Sebastiano, e alcuni iscritti delle congregazioni, e membri delle importanti famiglie cittadine, furono sepolti nel cimitero adiacente. La presenza del cimitero è confermata in un inventario del 24 giugno 1509 voluto dall'allora don Alessandro De' Marchesi e rogato dal notaio Francesco De' Marchesi. La devozione al santuario è documentata in un diploma da monsignor Bartolomeo Assonica del 5 marzo 1511, giorno in cui fu a Villa a consacrare la nuova parrocchiale di Santo Stefano. Del santuario sono documentate nell'archivio diocesano, le molte visite pastorali dei diversi vescovi di Bergamo: il 2 agosto 1535 Pietro Lippomano che descrive la chiesa come "chiesa campestre di Santa Maria Vergine". il 14 luglio 1555 Vittore Soranzo, il 10 novembre 1560 Luigi Lippomano, 18 luglio 1566 Federico Cormaro, e il 22 ottobre 1575 dall'arcivescovo di Milano Carlo Borromeo. Il 13 luglio 1578 è nuovamente documentata la visita pastorale del vescovo Gerolamo Ragazzoni e 26 luglio 1595 da Giovanni Battista Milani. Ognuna di queste visite ha lasciato gli atti con le relazioni conservate nell'archivio diocesano di Bergamo.
Con l'arrivo dell'esercito napoleonico e la Repubblica Cisalpina, il santuario fu spogliato di tutti i suoi arredi, furono abolite le confraternite e i locali messi in vendita con decreto del 25 aprile 1806, ma nessuno pareva interessato a comperare la chiesa portando i villanesi a chiedere una petizione perché non venisse venduta e con decreto del 24 ottobre 1808, l'edificio ottenne di divenire sussidiaria della parrocchiale. 

### Nuovo santuario
Nel 1815 fu il cappellano don Francesco Lazzarini a introdurre la devozione alla Madre del Buon Consiglio facendo dono alla comunità di Villa di Serio di una piccola tela raffigurante la Madonna col Bambino. Il dipinto da subito divenne oggetto di culto dei villanesi e fu decisa l'edificazione di un nuovo santuario in prossimità di quello più antico non adatto a accogliere tutti i fedeli che avevano la devozione alla nuova icona. Si decise quindi l'erezione di un nuovo edificio mariano con i lavori che iniziarono nel Novecento e terminarono nel 1903. Il santuario fu consacrato il 24 aprile 1904 dal vescovo di Bergamo Gaetano Camillo Guindani il quale lo intitolò alla beata Vergine del Buon Consiglio.
Nel 1850 furono due i progetti presentati, venendo accolto quello di Alessandro Adelasio che prevedeva la distruzione di quello preesistente, ma con la morte di don Lazzarini nel 1856 la comunità parve perdere l'entusiasmo alla nuova costruzione. fino al 1894 con il nuovo parroco don Giovanni Scotti, che diede un nuovo incarico all'ingegnere Luigi Zanchi, che non prevedeva la distruzione di quello preesistente ma un suo prolungamento, sacrificando solo la facciata.
Nel 1909 furono collocati nella nuova aula la cantoria con un antico organo a canne. Fu progettata la nuova torre campanaria su disegno dell'ufficio d'arte sacra di Bergamo il 6 aprile 1918, progetto velocemente approvato con l'inizio immediato dei lavori di costruzione. Il 27 aprile 1919 furono incoronate le immagini della Vergine e del Bambino sul dipinto, dal cardinale Andrea Carlo Ferrari, cerimonia che vide la presenza del futuro papa Giovanni XXIII. 
Tra gli ultimi anni del Novecento e i primi del Duemila l'edificio fu oggetto di lavori di restauro di mantenimento.

## Descrizione

### Santuario del Novecento

#### Esterno
L'edificio di culto è posto in posizione nord della località, originariamente piuttosto distante dal centro urbano. Il fronte principale in stile falso-gotico lombardo è delimitato da due lesene coronate da pinnacoli in mattone rosso. L'edificio è anticipato dal sagrato in terra battura, delimitato da paracarri in arenaria legati da barre in ferro. Da una scalinata di otto gradini in pietra di Sarnico si accede all'ingresso che ha il contorno in mattoni rossi, e due finestre monofore laterali a sesto acuto sempre con contorno in mattoni. La parte superiore ospita il rosone sempre in pietra artificiale di colore rosso. La facciata a capanna, delimitata dal contorno sempre in pietra rossa, è coronata da tre piccole edicole, due laterali e una centrale.

#### Interno
L'interno, completamente decorato, è a tre navate anticipate da una bussola lignea, e conserva opere di importante interesse artistico. L'aula si presenta in stile gotico lombardo e le tre navate sono divise da pilastri in muratura a pianta ottagonale bicolore, dove s'impostano le volte a crociera delle campate laterali. Il soffitto a crociera delle navate è affrescato con una volta stellata.
Due cappelle sono inserite nelle campare laterali e sono intitolate a sant'Antonio di Padova e alla Sacra Famiglia e conservano le due tele di Enea Salmeggia.
La zona presbiteriale a pianta quadrata, è sopraelevata da cinque gradini e ospita l'altare in marmo delimitato da balaustra con copertura a crociera. La parte termina con l'abside con catino a spicchi decorato ed è anticipata dall'arco trionfale, nella cui parte superiore è dipinto il crocifisso con due angeli. Il dipinto di piccole dimensioni raffigurante la Vergine con il Bambino non è considerato di interesse artistico, ma è oggetto di grande devozione mariana ed è inserito in un'importante cornice dorata, come pala dell'altare maggiore.

### Santuario del Quattrocento
I due luoghi di culto dedicati alla Madonna sono posti uno il prosieguo dell'altro. L'antico edificio presentava la facciata affrescata con tre porte d'ingresso di cui quella centrale, che era completa di un portico a due fornici, fu murata con la costruzione del nuovo santuario, mentre sono state mantenute le due laterali. La lunetta con l'affresco datato 14 ottobre 1507 della natività di Gesù è conservato nella sacrestia del nuovo santuario. L'interno si presenta molto semplice così come era d'uso nel XV secolo, interamente intonacato, anche se in origine ospitava molti affreschi, a navata unica con tre campate divise da grandi archi a sesto acuto. Il tetto con travi a vista e a due falde ospita tavelle in cotto intonacate e dipinte con raffigurazioni a fogliame e fiori. 
La zona presbiteriale è anticipata dall'archivolto a sesto acuto, completamente affrescato con l'immagine dei profeti e dei patriarchi e centrali le raffigurazioni di Mosè e di san Giovanni Battista. La parte ha la copertura a crociera affrescata con le immagini dei quattro evangelisti nelle sembianze di angeli e con i simboli che li identificano. Ognuno di loro regge un cartiglio con la spiegazione del loro simbolo. Seguono poi i quattro dottori della chiesa seduti su troni nell'intento di scrivere su una pergamena dove sono leggibili alcuni dei loro insegnamenti, accanto a loro sono raffigurati i simboli del martirio di Cristo. Sconosciuto rimane l'autore anche se nel Quattrocento è segnata la presenza di un Pecino de Marchesis, forse parente dei committenti la chiesa.
L'altare maggiore, originariamente unico, fu realizzato nel Settecento in marmi policromi e conserva il dipinto Trasporto miracoloso della sacra Effigie della Beata Vergine del Buon Consiglio. Un secondo altare fu edificato nel Cinquecento sul lato del Vangelo, ma che il Borromeo quando fece la sua visita pastorale nel 1575, ordinò che venisse rimosso, ma che fu ricomposto nel 1821 e intitolato alla Madonna di Loreto, mentre un successivo altare fu costruito e dedicato a san Carlo Borromeo. Sarà Donato Calvi nel suo Effemeride sacra profana di quanto di memorabile sia successo in Bergamo del 1677 a descrivere la chiesa con i tre altari e a confermare la grande devozione che vi era nei villesi per questo luogo di culto: "chiude nel suo recinto un oratorio detto di S. Maria dei Campi con tre altari, in molta venerazione per la molte grazie che quivi la Vergine Santissima ai suoi divoti comparte".